# Heterelmis comalensis
Heterelmis comalensis is een keversoort uit de familie beekkevers (Elmidae). De wetenschappelijke naam van de soort werd in 1988 gepubliceerd door Bosse, Tuff & Brown.